# Elfia

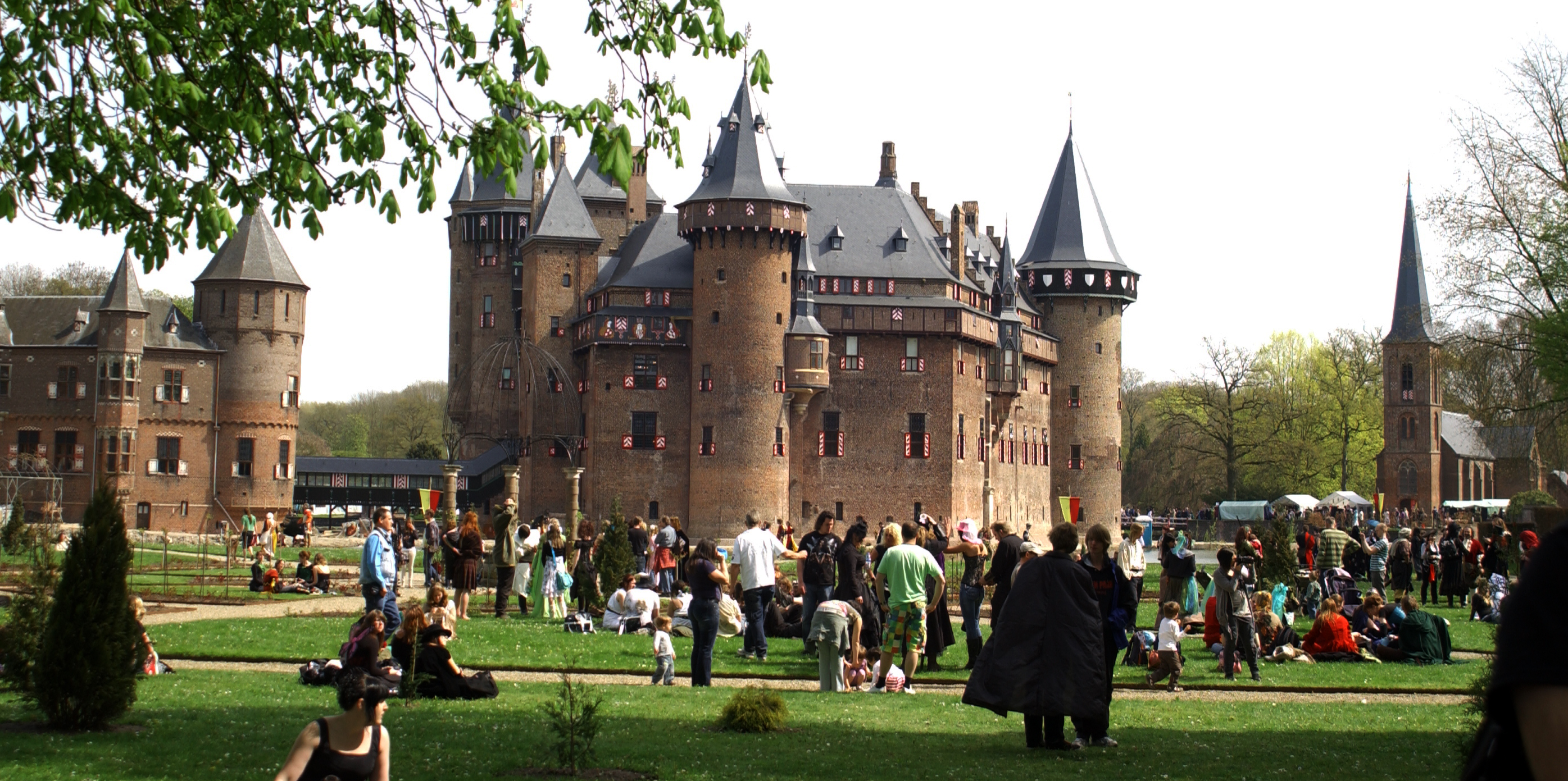
Elf Fantasy Fair (april 2010)

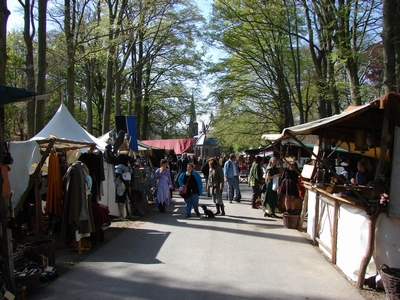
Elf Fantasy Fair (april 2007)

Elfia (tot 2013: Elf Fantasy Fair) is een fantasyfestival, een buitenevenement dat traditioneel in april plaatsvindt, maar vanaf 2009 twee keer per jaar (in april en september) wordt georganiseerd op twee verschillende locaties. In een historisch park of kasteel zijn twee of drie dagen lang verschillende fantasykraampjes, -activiteiten en -shows te zien. Er zijn gasten aanwezig zoals bekende fantasytekenaars, schrijvers of acteurs uit fantasyfilms.
Veel bezoekers verkleden zich als fantasy-, sciencefiction-, manga- of historische figuur, zoals personages uit films en boeken of in zelfverzonnen creaties. Een van de traditionele hoogtepunten van het evenement is een veldslag tussen twee LARP-partijen.

## Geschiedenis
In 2001 werd de Elf Fantasy Fair voor het eerst georganiseerd in het historisch themapark Archeon in Alphen aan den Rijn. Ruim 7.500 mensen kwamen toen opdagen om schrijvers als Robert Jordan, Terry Pratchett en kunstenaars als Brian Froud te zien. In 2002 en 2003 werd de Elf Fantasy Fair georganiseerd in het sprookjesachtige park van Kasteel de Haar in Haarzuilens.
In 2004 werd er een uitstap gemaakt naar Kasteel Keukenhof in Lisse om vervolgens vanaf 2005 weer terug te keren naar Kasteel de Haar, wat sindsdien de vaste locatie is. In april 2009 vond de negende editie plaats, waar bijna 24.500 mensen op af kwamen. De huisband was Faun.
Sinds september 2009 wordt er een tweede Elf Fantasy Fair gehouden op het landgoed van Kasteel Arcen in Limburg, op anderhalve kilometer van de Duitse grens.
Ook hier strekken de thema's zich uit van fantasy tot gothic, sciencefiction, manga/anime en history en geven internationale schrijvers, kunstenaars en acteurs acte de présence. Bekende namen waren onder anderen Tarja Turunen (ex-Nightwish), Stanislav Janevski (Viktor Kruml uit de film Harry Potter and the Goblet of Fire) en professor Roland Rotherham, die elk jaar een paar lezingen verzorgt.
In 2020 ging de editie in Haarzuilens, gepland in april, niet door vanwege de coronacrisis. Elfia Arcen vond in 2020 wel plaats. Tijdens deze editie werden er minder mensen toegelaten, moesten de bezoekers een mondkapje dragen en waren er looproutes aangegeven – maatregelen die bedoeld waren om verspreiding van het heersende coronavirus te voorkomen. Er waren kleinere podia en door de maatregelen mocht er niet gedanst worden maar kon iedereen zittend naar de muziek luisteren. Elfia Arcen 2020 en 2021 waren een van de weinige evenementen die tijdens de coronacrisis plaatsvonden.